# Hoenea helenae
Hoenea helenae is een vlinder uit de familie van de Lecithoceridae. De wetenschappelijke naam van de soort is voor het eerst geldig gepubliceerd in 1970 door Gozmany.